# Kerkhof van Wilsele
Het Kerkhof van Wilsele is een gemeentelijke begraafplaats in het Belgische dorp Wilsele, een deelgemeente van Leuven. De begraafplaats ligt langs de Pastoor Legrandstraat, rond de Sint-Martinuskerk. Het kerkhof is vooral een militaire begraafplaats omdat er hoofdzakelijk Belgische en Britse gesneuvelden uit beide wereldoorlogen begraven liggen. Het wordt niet meer gebruikt voor burgerlijke bijzettingen.
Links voor het kerkhof staat een monument voor de militaire en burgerlijke slachtoffers van de bombardementen op Leuven in mei 1944. Op het kerkhof staat een herdenkingsmonument voor de omgekomen bemanning van twee Britse Lancaster bommenwerpers die met mekaar in botsing kwamen op 12 mei 1944.

## Oorlogsgraven

### Belgische graven

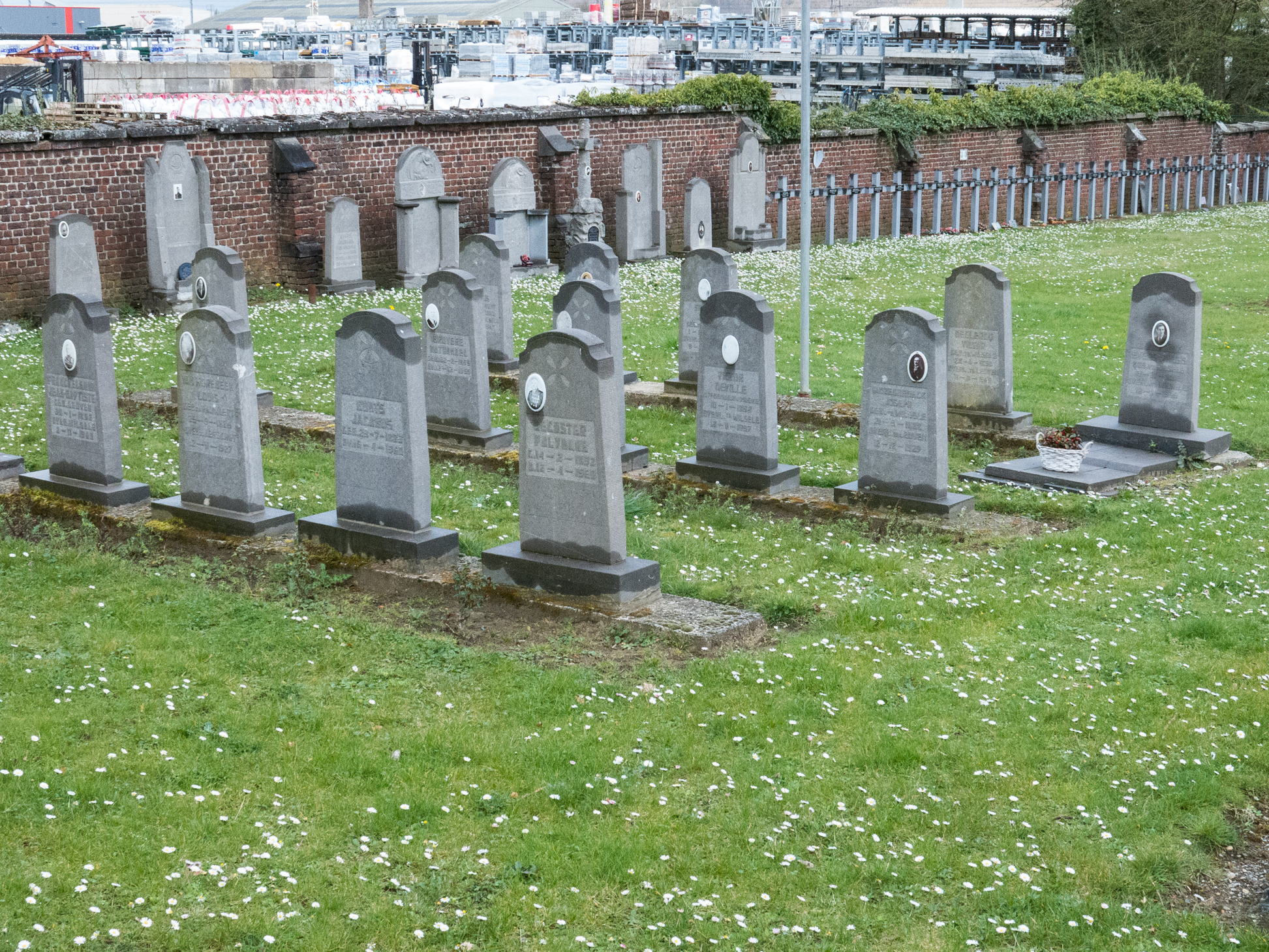
Belgische graven

Langs de noordelijke muur liggen de graven van meer dan 20 Belgische gesneuvelden en oud-strijders uit de Eerste Wereldoorlog en rechts daarvan de graven van 34 burgerlijke slachtoffers van het bombardement op Leuven tijdens de Tweede Wereldoorlog. Daarvoor ligt een perk met graven van oud-strijders uit deze oorlog.

### Britse graven
Tegen de oostelijke muur van het kerkhof ligt een perk met 31 Britse gesneuvelden uit de Tweede Wereldoorlog. Zij maakten deel uit van het Britse Expeditieleger en kwamen om tijdens de strijd tegen het oprukkende Duitse leger in mei 1940. Drie van hen konden niet meer geïdentificeerd worden.
Aan de noordelijke muur liggen 13 Britten en 1 Canadees begraven. Zij waren de vliegtuigbemanning van twee Lancaster bommenwerpers die op 12 mei 1944 crashten boven Leuven. 
De Britse graven worden onderhouden door de Commonwealth War Graves Commission en zijn daar geregistreerd onder Wilsele Churchyard.